# Baeotis cephissa
Baeotis cephissa is een vlindersoort uit de familie van de prachtvlinders (Riodinidae), onderfamilie Riodininae.
Baeotis cephissa werd in 1875 beschreven door Hewitson.